# Архиепархия Тустла-Гутьерресса
Архиепархия Тустла-Гутьерресса (лат. Archidioecesis Tuxtlensis) — архиепархия Римско-католической церкви с центром в городе Тустла-Гутьеррес, Мексика. В митрополию Тустла-Гутьерресса входят епархии Сан-Кристобаль-де-лас-Касаса, Тапачулы. Кафедральным собором архиепархии Тустла-Гутьерресса является церковь святого Марка.

## История
27 октября 1964 года Римский папа Павел VI издал буллу Cura illa, которой учредил епархию Тустла-Гутьерресса, выделив её из епархий Чьяпас (сегодня — Епархия Сан-Кристобаль-де-лас-Касаса), Тапачулы и Табаско. В этот же день епархия Тустла-Гутьерресса вошла в митрополию Антекера.
25 ноября 2006 года Римский папа Бенедикт XVI издал буллу Mexicani populi, которой возвёл епархию Тустла-Гутьерресса в ранг архиепархии.

## Ординарии архиепархии
- епископ José Trinidad Sepúlveda Ruiz-Velasco (1965 – 1988);
- епископ Felipe Aguirre Franco (1988 – 2000);
- епископ José Luis Chávez Botello (2001 – 2003);
- епископ Рохелио Кабрера Лопес (2004 – 2006);
- архиепископ Рохелио Кабрера Лопес (2006 – 3.10.2012);
- архиепископ Fabio Martínez Castilla (19.02.2013 — по настоящее время).

## Источник
- Annuario Pontificio, Libreria Editrice Vaticana, Città del Vaticano, 2003, ISBN 88-209-7422-3
- Булла Cura illa Архивная копия от 3 февраля 2014 на Wayback Machine  (лат.)
- Булла Mexicani populi Архивная копия от 4 марта 2016 на Wayback Machine, AAS 99 (2007), стр. 57  (лат.)